# Паралимпийский комитет России
Паралимпийский комитет России (ПКР) — общероссийская общественная организация, занимающаяся подготовкой выступления сборных команд инвалидов России на Паралимпийских играх, других международных соревнованиях. Отстранён по решению Международного паралимпийского комитета в 2022 году из-за вторжения России на Украину.
ПКР направляет спортсменов на соревнования (включая Паралимпийские игры), осуществляет классификацию (соответствие спортсменов требованиям), организует выступление спортсменов на соревнованиях.

## История
Паралимпийский комитет России ведет свою историю с 5 января 1996 года. В результате объединения усилий юридических и физических лиц — активных членов спорта инвалидов был сформирован Паралимпийский комитет России и принят его устав.
Александр Яковлевич Неумывакин (Президент Всероссийского общества слепых) был избран первым главой ПКР.
В 1997 году на внеочередном собрании был избран Президент ПКР. Им стал Владимир Петрович Лукин.
В 2012 году при поддержке Паралимпийского комитета России был создан социальный телеканал «Инва Медиа ТВ».
В 2022 году президентом ПКР избран Рожков Павел Алексеевич.
16 ноября 2022 года Международный паралимпийский комитет на внеочередном заседании своей генассамблеи приостановил членство Паралимпийского комитета России. Ещё до этого, 3 марта, российские спортсмены были отстранены от участия в зимней Паралимпиаде 2022 года в связи со вторжением России на Украину.

## Адрес
101000, г. Москва, Тургеневская пл., дом 2, 3 этаж.

## Допинговый скандал
ПКР был дисквалифицирован в августе 2016 года, прямо перед Играми в Рио-де-Жанейро. Причина — публикация доклада Ричарда Макларена о допинге в российском спорте. Из-за дисквалификации россияне в полном составе пропустили Паралимпийские игры-2016. На Паралимпиаду-2018 российские паралимпийцы поехали под нейтральным флагом.
Международный паралимпийский комитет значительное время обсуждал «дорожную карту» для восстановления в правах ПКР. На протяжении периода отстранения действовала рабочая группа, целью которой было выполнение критериев.
8 февраля 2019 года Международный паралимпийский комитет (МПК) принял решение восстановить в правах Паралимпийский комитет России (ПКР). Амнистия ПКР носит статус «условно»: российская сторона должна будет соблюсти целый ряд «послевосстановительных» критериев. Условное восстановление ПКР действует с 15 марта 2019 года. Даже условный статус восстановления дает возможность выступать спортсменам под своим флагом на международных соревнованиях.

## Руководство ПКР
Президент ПКР — Рожков Павел Алексеевич.
Председатель Исполкома, Первый Вице-Президент ПКР — Торопчин Артем Олегович.
Генеральный Секретарь ПКР — Строкин Андрей Александрович.
Вице-президенты ПКР:
- Евсеев Сергей Петрович
- Семенова Ольга Владимировна
- Бочаров Вячеслав Алексеевич
- Пестов Николай Игоревич
- Потехин Иван Евгеньевич

Почетные Вице-президенты и члены Исполкома ПКР:
- Селезнев Лев Николаевич.
- Царик Анатолий Владимирович.

## Федерации ПКР
- Всероссийская Федерация лиц с поражением опорно-двигательного аппарата (ПОДА)[14].
- Федерация спорта слепых[15].
- Всероссийская Федерация футбола лиц с заболеванием церебральным параличом[16].
- Всероссийская Федерация спорта лиц с интеллектуальными нарушениями[17].

## Виды спорта ПКР

### Спорт лиц с поражением опорно-двигательного аппарата (ПОДА)[18]

#### Летние дисциплины
- Академическая гребля
- Бадминтон
- Баскетбол на колясках
- Бочча
- Велоспорт
- Волейбол сидя
- Гребля на байдарках и каноэ
- Конный спорт
- Легкая атлетика
- Настольный теннис
- Паратриатлон
- Паратхэквондо
- Пауэрлифтинг
- Плавание
- Пулевая стрельба
- Регби на колясках
- Стрельба из лука
- Теннис на колясках
- Фехтование на колясках
- Армрестлинг (Непаралимпийская дисциплина)
- Дартс (Непаралимпийская дисциплина)
- Парусный спорт (Непаралимпийская дисциплина)
- Спортивное ориентирование (Непаралимпийская дисциплина)
- Танцы на колясках (Непаралимпийская дисциплина)
- Футбол ампутантов (Непаралимпийская дисциплина)
- Футбол спорта лиц с заболеванием ЦП (Непаралимпийская дисциплина)
- Шахматы (Непаралимпийская дисциплина)
- Шашки (Непаралимпийская дисциплина)

#### Зимние дисциплины
- Биатлон
- Горнолыжный спорт
- Кёрлинг на колясках
- Лыжные гонки
- Парасноуборд
- Следж-хоккей

### Спорт лиц с нарушением зрения[19]

#### Летние дисциплины
- Велоспорт-тандем
- Голбол
- Дзюдо
- Легкая атлетика
- Плавание
- Футбол
- Армрестлинг (Непаралимпийская дисциплина)
- Настольный теннис (Непаралимпийская дисциплина)
- Пауэрлифтинг (Непаралимпийская дисциплина)
- Самбо (Непаралимпийская дисциплина)
- Спортивный туризм (Непаралимпийская дисциплина)
- Торбол (Непаралимпийская дисциплина)
- Футзал (Непаралимпийская дисциплина)
- Шахматы (Непаралимпийская дисциплина)
- Шашки (Непаралимпийская дисциплина)

#### Зимние дисциплины
- Биатлон
- Горнолыжный спорт
- Лыжные гонки

### Спорт лиц с интеллектуальными нарушениями[20]

#### Летние дисциплины
- Легкая атлетика
- Настольный теннис
- Плавание
- Академическая гребля (Непаралимпийская дисциплина)
- Баскетбол (Непаралимпийская дисциплина)
- Велоспорт-шоссе (Непаралимпийская дисциплина)
- Дзюдо (Непаралимпийская дисциплина)
- Конный спорт (Непаралимпийская дисциплина)
- Мини-футбол (Футзал) (Непаралимпийская дисциплина)
- Футбол (Непаралимпийская дисциплина)
- Теннис (Непаралимпийская дисциплина)

#### Зимние дисциплины
- Горнолыжный спорт (Непаралимпийская дисциплина)
- Лыжные гонки (Непаралимпийская дисциплина)